# Astragalus andreji-sytinii
Astragalus andreji-sytinii es una especie de planta del género Astragalus, de la familia de las leguminosas, orden Fabales.
Fue descrita científicamente por D. Podlech.